# Tunnel Offenburg
Der Tunnel Offenburg ist ein geplanter Eisenbahntunnel der Neu- und Ausbaustrecke Karlsruhe-Basel in Offenburg. Er betrifft den Abschnitt zwischen den Streckenkilometern 139,5 und 151,3.
Der Tunnel soll für eine Höchstgeschwindigkeit von 120 km/h ausgelegt werden und zwei Röhren umfassen, von denen die westliche Tunnelröhre eine Länge von 8,8 km und die östliche eine Länge von 11,2 km aufweisen soll. Er wäre damit einer der längsten Tunnel Deutschlands.
Das Bauwerk soll das Stadtgebiet von Offenburg unterqueren und dabei den Bahnhof Offenburg umgehen. Der Tunnel soll nur für Güterzüge genutzt werden, wobei die Personenzüge weiter oberirdisch über den Bahnhof Offenburg und die bisherige Rheintalbahn-Trasse verlaufen sollen.
Die Tunnelröhren sollen überwiegend mit zwei Tunnelvortriebsmaschinen gebaut werden, wobei sich nördlich und südlich Abschnitte in Offener Bauweise anschließen. Beide Tunnelröhren verzweigen sich im Norden und schließen an die Strecken 4000 und 4280 der Neu- und Ausbaustrecke Karlsruhe-Basel höhenfrei an.
Der Tunnel ist Teil des Planfeststellungsabschnitts 7.1 des Projekts Neu- und Ausbaustrecke Karlsruhe-Basel. Nach aktuellem Planungsstand werden die nördlichen Tunnelportale südlich der Bundesstraße B 28 (Oströhre) und im Offenburger Güterbahnhof (Weströhre) liegen. Im Süden enden beide Tunnelröhren auf Höhe des Gewerbegebiets an der Autobahn A 5.

## Geschichte
Eine von der Bahn zunächst geplante oberirdische Streckenführung („Trasse A3“) stellte sich 2013 als nicht genehmigungsfähig heraus. Dadurch verschärfte sich die Forderung nach einem Tunnel. Bereits zuvor war ein Güterzugtunnel für Offenburg von verschiedenen Seiten gefordert worden. Mögliche Tunnelvarianten waren schon 2011 von einem Planungsbüro untersucht worden. Als Ergebnis der Voruntersuchungen wurden drei Trassenvarianten erarbeitet.
2014 lag die geplante Tunnellänge bei 7 km, die Entwurfsgeschwindigkeit bereits bei 120 km/h. Auf einer Länge von etwa 6,7 km war ein bergmännischer Vortrieb vorgesehen. Der Tunnel sollte im Norden etwa auf Höhe der Bachstraße im Offenburger Stadtteil Bohlsbach südlich der Schutterwalder Straße (L 99), direkt neben der Autobahn A 5 wieder an die Oberfläche treten.
Am 26. Juni 2015 sprach sich der Projektbeirat Rheintalbahn für den Tunnel Offenburg aus. Der Tunnel ist eine von mehreren Maßnahmen, welche der Projektbeirat
auf seiner zehnten und letzten Sitzung beschloss. Die beschlossenen Änderungen an der bestehenden Planung im Umfang von zwei Milliarden Euro sollen dazu beitragen, einen über die gesetzlichen Vorschriften hinausgehenden Lärmschutz zu realisieren.
Nach dem Beschluss des Projektbeirats gab das Bundesverkehrsministerium Mittel für die Leistungsphase 1 (einschließlich Grundlagenermittlung) frei.
Die Deutsche Bahn rechnet mit der Inbetriebnahme nicht vor 2035. Zuvor war mit der Inbetriebnahme offiziell noch für 2029 gerechnet worden. Kurzfristig sollen nun mehr als 2.100 Wohneinheiten im Rahmen einer freiwilligen Lärmsanierung besser vor Bahnlärm geschützt werden. Die Bürgerinitiative Bahntrasse sieht darin eine Kriegserklärung an die Bevölkerung.
Am 28. Januar 2016 beschloss der Deutsche Bundestag den Bau und die Finanzierung des Tunnels. Am 26. März 2016 schrieb die Deutsche Bahn Planungsleistungen für den Tunnel und daran anschließende oberirdische Streckenbereiche europaweit aus. Eine Grundlagenermittlung und Vorplanung (Leistungsphasen 1 und 2) sollten von Januar 2017 bis Ende August 2018 erstellt werden. Die Entwurfs- und Genehmigungsplanung (Leistungsphasen 3 und 4) war als Option von September 2018 bis Ende Juni 2024 vorgesehen, die Ausführungsplanung von 2025 bis 2036 geplant, die Vergabe der Bauaufträge war zwischen Ende Juni 2024 und Ende September 2025 vorgesehen.
Am 29. November 2016 fand eine erste Informationsveranstaltung für Anwohner statt. Planungsleistungen sollten noch 2016 vergeben werden. Die Vorplanung wurde im Januar 2017 begonnen. Auf der Grundlage der Machbarkeitsstudie sollen dabei verschiedene Varianten für den Tunnel und dessen Einbindung entwickelt werden. Die Vorplanung sollte in der 2. Jahreshälfte 2019 vorliegen und 2020 abgeschlossen sein. Nach neueren Angaben sollte die Vorplanung bereits Ende Juni 2018 vom Generalunternehmer übergeben werden.
Im Oktober 2021 begann die zweite Stufe eines Bodenuntersuchungsprogramms, das bis ins zweite Quartal 2022 andauern sollte.
Im März 2022 kündigte die Deutsche Bahn an, im Sommer 2022 das Planfeststellungsverfahren zu beantragen. Die Planunterlagen wurden am 1. Juli 2022 eingereicht. Die Planunterlagen sind zwischen dem 4. Oktober 2024 und 5. November 2024 auf der Internetseite des Eisenbahn-Bundesamtes veröffentlicht.

## Kosten und Finanzierung
Die Kosten für einen Tunnel in Offenburg sind in der Kostenschätzung der Deutschen Bahn für das Gesamtprojekt von 6,172 Milliarden Euro (Stand: 2013) noch nicht berücksichtigt.
Die Kosten für den Tunnel sollten ursprünglich 1,18 Milliarden Euro betragen (Stand 2015) und vollständig vom Bund getragen werden. Unter Einbezug von Vorsorge- und Risikozuschlägen von 1,3 Milliarden ergab sich 2020 eine Gesamtwertprognose von 3,8 Milliarden Euro.
Die voraussichtlichen Planungskosten für den Tunnel wurden 2015 grob mit 80 bis 100 Millionen Euro beziffert.